# جان بيار دينيس
جان بيار دينيس (بالفرنسية: Jean-Pierre Denis)‏ هو كاتب سيناريو ومخرج فرنسي، ولد في 29 مارس 1946 في Saint-Léon-sur-l'Isle ‏ في فرنسا.

## وصلات خارجية
- جان بيار دينيس على موقع IMDb (الإنجليزية)
- جان بيار دينيس على موقع ألو سيني (الفرنسية)
- جان بيار دينيس على موقع تيرنر كلاسيك موفيز (الإنجليزية)
- جان بيار دينيس على موقع أول موفي (الإنجليزية)
- جان بيار دينيس على موقع قاعدة بيانات الأفلام السويدية (السويدية)
- جان بيار دينيس على موقع قاعدة بيانات الفيلم (الإنجليزية)
- جان بيار دينيس على موقع كينوبويسك (الروسية)